# Asuntos propios
Asuntos propios fue un programa de la radio española, retransmitido por Radio Nacional de España de lunes a viernes entre las 16:00 y las 19:00. Dirigido y presentado por Toni Garrido, tuvo cinco temporadas de emisión.
El programa trataba temas de actualidad, realizando entrevistas a diversos personajes públicos (escritores, políticos, deportistas, humoristas, actores, presentadores de radio y televisión, etc.). 
Fue sustituido por Las tardes de RNE.

## Historia
El programa nació el 3 de septiembre de 2007. Desde sus inicios, ha sido presentado y dirigido por Toni Garrido, contando como colaborador principal con Tom Källene.
Ángel Carmona fue el subdirector del programa y encargado de presentarlo durante las ausencias de Toni Garrido. Ángel Carmona dejó el programa para hacerse cargo del magacín matutino de Radio 3 Hoy empieza todo en septiembre de 2009.
Desde entonces el subdirector del programa es Raúl Del Bosque. Paula Aller, redactora del programa, es quien se encarga de realizar el programa durante las navidades, Semana Santa y verano.
La victoria del PP en las elecciones generales de España de 2011, y el nombramiento de Leopoldo González-Echenique como nuevo Presidente de RTVE, supuso el fin de este espacio radiofónico, el cual finalizó el 31 de agosto de 2012, despidiéndose Garrido y su equipo de la audiencia. El programa fue sustituido unos días más tarde por el programa Nunca es Tarde, presentado por Yolanda Flores.

## Secciones y colaboradores
El programa contaba con distintas secciones fijas, algunas de las cuales siguen existiendo en la actualidad:
- El flamenco de Juan Verdú
- La música del productor Javier Limón
- El lado oscuro con Javier Sierra
- Las matemáticas del Profesor Letona
- One Hit Wonder de Imanol Durán
- La canción para el empleado de la semana de Juan de Pablos
- La visión del mundo de Vicente Romero
- Listas de películas de Isabel Ruiz Lara
- República Wyominicana, El Gran Wyoming y Juan Luis Cano
- Inculteces con Xosé Castro. En 2010 se publicó un libro en el que se recopilan las mejores contribuciones de oyentes del programa.
- Las respuestas del Chamán Andy Chango
- El porvenir con Yonyi Arenas y Jorge Ponce
- La tertulia deportiva En Pie..., con Mintxo Villar, David Serrano y José Luis Toral
- Información meteorológica con Mónica López o Albert Barniol
- Tertulia de corresponsales, con los corresponsales de RNE (Dori Toribio, Íñigo Picabea, Luis Miguel Úbeda, Fran Sevilla, Miguel Molleda, Iñaki Díez,...)
- Perros Callejeros, con Yonyi Arenas y Jorge Ponce
- Elvira Lindo elige su propia aventura
- Buscando al Político Perfecto, con Jordi Rodríguez Virgili y Antoni Gutiérrez-Rubí
- Economía para Idiotas con Antonio Baños
- Tertulia política con Juan Carlos Rodríguez Ibarra y Juan Costa
- El trovador de las canciones, con Jorge Ponce
- El pregonero Sánchez con Juan Manuel Sánchez
- Puente aéreo entre Londres y Miami con José Díaz-Balart y Emma Roig
- El confidente con Yonyi Arenas
- La peor sección de la historia que nunca más volveremos a hacer, con Jorge Ponce

## Programas especiales
En numerosas ocasiones ha realizado el programa fuera del estudio 101 de Radio Nacional en Prado del Rey (Madrid).
Durante las cinco temporadas de emisión han visitado ciudades como Valencia, Barcelona, Zaragoza, Sevilla, Jerez de la Frontera, Salamanca, San Lorenzo de El Escorial, La Laguna (Tenerife), Santander, Mérida, Oviedo, El Puerto de Santa María con ocasión del Monkey Week de 2011...
El 19 de febrero de 2009, el blog del programa alcanzó 10 000 comentarios y se hizo un programa especial en directo en los Teatros de El Canal, Operación Petar El Canal, por primera vez, también se pudo ver y escuchar a través de la página oficial de RTVE. Actuaron en directo La Excepción, La Cabra Mecánica, Vetusta Morla, El Gran Wyoming y Coque Malla.
Entre el 8 y el 12 de noviembre de 2010 el programa vivió La semana americana de Asuntos Propios emitiendo desde distintas ciudades de Estados Unidos (Miami, Nueva York, Los Ángeles y Las Vegas). Durante estos programas entrevistaron a españoles conocidos y anónimos que han realizado importantes trabajos y actividades en las 4 ciudades.
En septiembre de 2009 Asuntos Propios y Shakira realizaron un programa especial para Televisión Española en el que la cantante colombiana presentó su disco "Loba" cantando en directo y haciendo una entrevista con Toni Garrido y Ana Pastor.

## El equipo
El equipo de Asuntos propios está formado actualmente por:
- Paula Aller
- Juanma Sánchez
- Lourdes Castro
- Imanol Durán
- David Vidueiro

## Audiencia
Según los datos de la última ola del Estudio General de Medios (EGM)  de julio de 2012, Asuntos Propios ha sumado 65.000 oyentes desde el último estudio, alcanzando los 399.000.